# Newmerella
Newmerella è una piccola città australiana, situata nello Stato di Victoria, il cui territorio fa parte della Contea di Est Gippsland. Il paese dista 370 km da Melbourne.
Il Comune ha una stazione di servizio ed una scuola elementare.